# Видрако
Видра̀ко (на италиански: Vidracco; на пиемонтски: Vidrè, Видре) е село и община в Метрополен град Торино, регион Пиемонт, Северна Италия. Разположено е на 481 m надморска височина. Към 1 януари 2020 г. населението на общината е 513 души, от които 36 са чужди граждани.